# Зимске олимпијске игре 1976.
XII Зимске олимпијске игре су одржане 1976. године у Инзбруку, у Аустрији. Међународни олимпијски комитет је имао доста потешкоћа око организације ових игара. Наиме, први одабрани град домаћин, Денвер (САД), је након немогућности реализације финансијског плана због противљења исказаног на референдуму грађана морао отказати организацију игара. Следећи кандидат је био Вислер (Канада), али су и они запали у тешкоће те након избора нове владе такође одустали од организације. МОК је тада направио једино могуће, и замолио град Инзбрук, који је имао већ спремну готово сву потребну инфраструктуру јер је већ организовао Зимске олимпијске игре 1964., да ускочи те само 12 година након првих угости и друге Зимске олимпијске игре у том аустријском граду.
Игре су биле обиљежене до тада најстриктнијим сигурносним мјерама због страха од могућег терористичког напада сличног оном на Летњим олимпијским играма у Минхену четири године раније. Срећом, оваг пута није било таквих инцидената.
У списак спортова је укључена дисциплина плесних парова у уметничком клизању.
У такмичарском програму су се истакнули следећи појединци и тимови:
- Љубимац домаће публике Франц Кламер је у дисциплини спуста у алпском скијању био потпуно одлучан бити најбржи и освојити злато, што му је и успело. Снимак његове вожње у којој је готово целу доњу половину стазе био на самој ивици пада и данас гледаоцима одузима дах.
- Рози Митермајер из Западне Немачке је доминирала алпским скијањем за жене. Од три дисциплине у тадашњем програму она је освојила два злата (спуст, слалом), али и сребро у велеслалому.
- Џон Кери, уметнички клизач из Уједињеног Краљевства, је и пре игара био познат по елеганцији и врло изражајном клизању, али су му неке судије замерале мањак акробатике и тешких елемената. Кери се стога за ове игре посебно добро припремио управо у тешким техничким елементима (скокови, пируете) те је на крају супериорно триумфирао и осавојио златну медаљу, и то с највећим бодовним скором до тада оствареним у појединачном клизању.
- На овим је Играма почела доминација боба четвероседа Источне Немачке, који су овде освојили прво од укупно три узастопна злата која су уследила на следећим Зимским олимпијским играма.

## Заступљени спортови
- Алпско скијање
- Биатлон
- Боб
- Брзо клизање
- Хокеј на леду

- Санкање
- Скијашко трчање
- Нордијска комбинација
- Скијашки скокови
- Уметничко клизање

## Земље учеснице
| - Андора - Аргентина - Аустралија - Аустрија - Белгија - Бугарска - Грчка - Западна Немачка | - Иран - Исланд - Источна Немачка - Италија - Јапан - Јужна Кореја - Југославија - Канада | - Република Кина - Либан - Лихтенштајн - Мађарска - Нови Зеланд - Норвешка - Пољска | - Румунија - Сједињене Државе - Сан Марино - Совјетски Савез - Турска - Уједињено Краљевство - Финска | - Француска - Холандија - Чехословачка - Чиле - Швајцарска - Шведска - Шпанија |

## Списак поделе медаља
(Медаље домаћина посебно истакнуте)
| Зимске олимпијске игре Инзбрук 1976. | Зимске олимпијске игре Инзбрук 1976. | Зимске олимпијске игре Инзбрук 1976. | Зимске олимпијске игре Инзбрук 1976. | Зимске олимпијске игре Инзбрук 1976. | Зимске олимпијске игре Инзбрук 1976. |
| ------------------------------------ | ------------------------------------ | ------------------------------------ | ------------------------------------ | ------------------------------------ | ------------------------------------ |
| Пласман                              | Држава                               | Злато                                | Сребро                               | Бронза                               | Укупно                               |
| 1                                    | СССР                                 | 13                                   | 6                                    | 8                                    | 27                                   |
| 2                                    | Источна Немачка                      | 7                                    | 5                                    | 7                                    | 19                                   |
| 3                                    | Сједињене Државе                     | 3                                    | 3                                    | 4                                    | 10                                   |
| 4                                    | Норвешка                             | 3                                    | 3                                    | 1                                    | 7                                    |
| 5                                    | Западна Немачка                      | 2                                    | 5                                    | 3                                    | 10                                   |
| 6                                    | Финска                               | 2                                    | 4                                    | 1                                    | 7                                    |
| 7                                    | Аустрија                             | 2                                    | 2                                    | 2                                    | 6                                    |
| 8                                    | Швајцарска                           | 1                                    | 3                                    | 1                                    | 5                                    |
| 9                                    | Холандија                            | 1                                    | 2                                    | 3                                    | 6                                    |
| 10                                   | Италија                              | 1                                    | 2                                    | 1                                    | 4                                    |
| 11                                   | Канада                               | 1                                    | 1                                    | 1                                    | 3                                    |
| 12                                   | Велика Британија                     | 1                                    | 0                                    | 0                                    | 1                                    |
| 13                                   | Чехословачка                         | 0                                    | 1                                    | 0                                    | 1                                    |
| 14                                   | Лихтенштајн                          | 0                                    | 0                                    | 2                                    | 2                                    |
| 14                                   | Шведска                              | 0                                    | 0                                    | 2                                    | 2                                    |
| 16                                   | Француска                            | 0                                    | 0                                    | 1                                    | 1                                    |
| Укупно                               | Укупно                               | 37                                   | 37                                   | 37                                   | 111                                  |